# Dobra (ved Police)
Dobra (tysk: Daber) er en landsby i det vestlige Polen, i zachodniopomorskie voivodskab (Stettin Byområde). Dobra ligger i Wkrzanskaskoven (polsk: Puszcza Wkrzańska, tysk: Ueckermünde Heide).
- befolkning: 950

## Transport
- vejen til Szczecin over Wołczkowo
- vejen til Bartoszewo (ved Police) over Grzepnica og Sławoszewo (ved Police)
- vejen til Lubieszyn (ved Police) og Buk (ved Police)

## Natur (omegn) og turisme
- Wkrzanskaskoven (polsk: Puszcza Wkrzańska, tysk: Ueckermünder Heide)
- Swidwie Naturreservatet (polsk: Rezerwat przyrody Świdwie) – Ramsar-konventionen, 1984
- Kirke (13. århundrede) i Dobra

## Byer ved Dobra
- Police
- Nowe Warpno
- Szczecin
- Eggesin (Tyskland)
- Pasewalk (Tyskland)

## Landsbyer ved Dobra
- Lubieszyn (ved Police)
- Grzepnica
- Buk (ved Police)
- Stolec (ved Police)
- Węgornik
- Tanowo
- Sławoszewo (ved Police)
- Bartoszewo (ved Police)
- Pilchowo
- Wołczkowo
- Bolków (ved Police)
- Rzędziny
- Wąwelnica
- Dołuje
- Mierzyn (ved Police)
- Grambow (Tyskland)